# لیکرریج (نوادا)
لیکرریج (به انگلیسی: Lakeridge) یک منطقهٔ مسکونی در ایالات متحده آمریکا است که در نوادا واقع شده‌است. لیکرریج ۴٫۰ کیلومتر مربع مساحت و ۳۷۱ نفر جمعیت دارد و ۱٬۹۵۰٫۷۴ متر بالاتر از سطح دریا واقع شده‌است.